# Vanguardia Organizada del Pueblo
La Vanguardia Organizada del Pueblo (VOP) fue un grupo chileno de acción directa armada que representaba la vía insurreccional al socialismo. Fue formado en agosto de 1968 por Ronald Rivera Calderón —expulsado de las Juventudes Comunistas de Chile y del MIR por sus críticas a estos partidos, a los que consideraba aburguesados—, su hermano Arturo Rivera Calderón e Ismael Villegas Pacheco, otro antiguo miembro de las Juventudes Comunistas y del MIR.
Durante el gobierno de Salvador Allende (1970-1973), la VOP se opuso al camino institucional hacia el socialismo, radicalizando la vía armada. Sus actos fueron calificados de terroristas por la Unidad Popular, sus opositores, y la prensa, aunque respondían a una lógica de confrontación directa contra el Estado burgués y el capitalismo.

## Historia
Críticos con el gobierno del presidente demócrata cristiano Eduardo Frei Montalva (1964-1970) y su programa de «Revolución en libertad», los miembros de la VOP creían «lejanos los esfuerzos de Frei, y pensaba[n] en un cambio más sustancial aún». En octubre de 1969, este grupo asaltó la sucursal del Banco Nacional del Trabajo en la avenida Santa Rosa, y las sucursales del Banco Osorno y La Unión.
A comienzos de 1970, sus integrantes comenzaron a ser perseguidos y encarcelados. Al entrar en contacto con delincuentes presos, Ronald Rivera Calderón señaló:

La subversión debe hacerse con delincuentes, porque son los únicos no comprometidos con el sistema: los obreros luchan solamente por aumentos de sueldo, y los estudiantes son pequeños burgueses jugando a la política; en el hampa está la cuna de la revolución [socialista].

La «vía chilena al socialismo» de Salvador Allende era vista por la VOP como «una mera excusa para no profundizar la izquierdización»; sin embargo, los integrantes de este grupo fueron indultados mediante el decreto 2071 de 1971 por el presidente Allende.
En mayo de 1971, la VOP asaltó el supermercado Montemar y asesinó al cabo de Carabineros Tomás Arnaldo Gutiérrez en el frustrado asalto al Banco Panamericano, siendo repudiado el crimen por Allende. El 8 de junio de 1971 un comando de la VOP, formado por los hermanos Rivera Calderón y el excarabinero Heriberto Salazar, asesinó a balazos a Edmundo Pérez Zujovic, exministro del Interior del expresidente Eduardo Frei Montalva, como venganza por la masacre de Puerto Montt (1969), donde once personas habían sido muertas durante la desocupación de una toma ilegal. Allende ordenó a la policía atrapar a los integrantes de la VOP, siendo este asesinato piedra angular para la desarticulación del grupo.
La investigación concluyó con la localización del grupo en el sector de Vivaceta el 13 de junio de 1971, cuando algunos integrantes fueron cercados por la policía. Ese mismo día Ronald Rivera murió acribillado y su hermano Arturo se suicidó. Como represalia, Heriberto Salazar, apodado El Viejo, preparó un ataque suicida contra el cuartel general de la policía de Investigaciones el 16 de junio siguiente, cuando mató a tiros al subinspector Mario Marín Silva y a los detectives Carlos Pérez Bretti y Gerardo Romero Infante, e hizo explotar un cartucho de dinamita que llevaba a la cintura.
En julio de 1972, se llevó a cabo una entrevista con varios miembros de la VOP, tanto en libertad condicional como en prisión, donde hablaron de su experiencia en el grupo armado y su opinión del rumbo que había tomado el gobierno de Allende.
El escritor chileno Germán Marín escribió la novela breve Carne de perro (1983), en la que se relatan las últimas horas de los hermano Rivera Calderón, sitiados por las fuerzas militares tras el asesinato de Edmundo Pérez Zujovic. Esta obra se mantuvo inédita hasta los años 1990.
Otro miembro del grupo, Luis Pérez Rojas, afirmó en el programa Mea culpa de Televisión Nacional en 1995 que había recibido orden de perpetrar un atentado suicida contra Frei Montalva, en los días previos a dejar su mandato, lo cual no concretó debido a un fracaso del plan y su decisión personal.

## Algunos militantes y colaboradores
Entre los militantes de la VOP y sus colaboradores, se encuentran:
- José Aguilera Pavez
- David Alcayaga Díaz
- María del Rosario Ávalos Castañeda (mexicana)
- José Caro Acuña
- Julio Carreño Hernández
- Olimpia Carvajal Olivares
- Patricio Dagach Radié
- Raúl Estroz Cifuentes
- Jorge Farfán Ahumada
- Leonardo Farfán Guerra
- Isabel Garrido Ossa
- Guillermo González Navarro
- Fernando Gutiérrez Cáceres
- José Larrocha Cejas
- Bernardo Lejderman Konujowska (argentino)
- Edmundo Magaña Torres
- Juan Marchant Berríos
- Luis Moreno Flores
- Marcia Olmedo
- Luis Pérez Azócar
- Ronald Rivera Calderón (1947-1971)
- Arturo Rivera Calderón (1951-1971)
- Sonia Rivera Calderón
- Carlos Rojas Bustamante
- Hugo Romero Navarro
- Heriberto Salazar Bello (1925-1971, ex-Carabinero)
- Carmen Silva Ahumada
- Mariana Silva Silva
- Hugo Silva Soto
- Carlota Vallebona Calice
- Humberto Vargas González
- Daniel Vergara Buffan
- Alejandro Villarroel Rodríguez
- Miguel Rubio Gálvez
- Ismael Villegas Pacheco (1945-1970)